# Angasettihalli, Malur
Angasettihalli là một làng thuộc tehsil Malur, huyện Kolar, bang Karnataka, Ấn Độ.